# Artiom Wodiakow
Artiom Pawłowicz Wodiakow, ros. Артём Павлович Водяков (ur. 23 lipca 1991 w Bałakowie) – rosyjski żużlowiec.
Dwukrotny brązowy medalista młodzieżowych indywidualnych mistrzostw Rosji (2007, 2008). Brązowy medalista indywidualnych mistrzostw Europy juniorów (Stralsund 2008).
W latach 2008–2009 startował w lidze polskiej w barwach klubu ZKŻ Zielona Góra, zdobywając dwa medale drużynowych mistrzostw Polski: złoty (2009) oraz brązowy (2008).

## Osiągnięcia
- Drużynowe mistrzostwa Polski
  - 2008 – ZKŻ Zielona Góra – brązowy medal
  - 2009 – ZKŻ Zielona Góra – złoty medal

- Drużynowe mistrzostwa Rosji
  - 2007 – SK Turbina Bałakowo – srebrny medal
  - 2008 – SK Turbina Bałakowo – brązowy medal
  - 2011 – Mega Łada Togliatti – brązowy medal

- Indywidualne mistrzostwa Europy juniorów
  - 2008 – brązowy medal

- Indywidualne mistrzostwa Rosji
  - 2007 – IV miejsce
  - 2008 – X miejsce

- Młodzieżowe indywidualne mistrzostwa Rosji
  - 2007 – brązowy medal
  - 2008 – brązowy medal
  - 2011 – VII miejsce

- Młodzieżowe mistrzostwa Rosji do lat 19
  - 2007 – złoty medal
  - 2008 – brązowy medal

- Mistrzostwa Rosji par klubowych
  - 2009 – IV miejsce

- Młodzieżowy Puchar Rosji Par
  - 2007 – brązowy medal
  - 2008 – złoty medal